# Vodka (chanson)
 (juin 2024).
- Si vous ne connaissez pas le sujet, laissez ce bandeau (vous pouvez alors contacter les auteurs).
- Si vous supprimez le contenu mis en cause (vous pouvez préalablement contacter les auteurs),

argumentez précisément cette suppression dans la page de discussion
(un manque de référence n'est pas un argument ; une recherche réelle de référence doit avoir été effectuée, être formellement documentée).
Chansons représentant Malte au Concours Eurovision de la chanson
Vertigo
(2007) What If We
(2009)
Vodka est la chanson représentant Malte au Concours Eurovision de la chanson 2008, à Belgrade, en Serbie. Elle est interprétée par la chanteuse Morena.

## Sélection
La chanson représentant Malte en 2008 est choisie lors de deux émissions de télévision, une demi-finale et une finale le 26 janvier 2008, parmi les chansons sélectionnées après leurs dépôts. Un cinquième des points est attribué par un jury de professionnels, quatre cinquièmes par un télévote : elle est troisième du jury et première du télévote.

## Chanson
La chanson parle d'un espion dans le parc Gorki à Moscou, « dans une zone dangereuse où tout est noir ». Elle est poursuivie parce qu'elle a déchiffré le code que tout le monde veut tant et dont le mot est Vodka.
Vodka est chantée en anglais, mais commence par le mot na zdarovye.
Les auteurs de la chanson, Gerard James Borg (paroles) et Philip Vella (musique), ont participé cinq fois à l'Eurovision (2000, 2002, 2004, 2007 et 2008).
Le titre de la chanson est une source de nombreuses blagues, mais Morena dans son interview dit qu'elle n'aime pas la vodka et qu'en fait elle boit rarement de l'alcool.

### Clip
Le clip vidéo présente une équipe d'espionnage pourchassant Morena à la recherche d'un "code", qui est "vodka". Morena descend d'un toit pour déchiffrer le code et part juste à temps avant qu'un membre de l'équipe d'espionnage ne remarque qu'il y a une brèche. Cependant, le code fut déjà entièrement transféré. Tout au long de la vidéo, Morena tente d'échapper à l'équipe d'espionnage qui la poursuit, en utilisant une moto comme véhicule de fuite. L'équipe finit par la coincer dans un parking, la kidnapper et l'emmener pour l'interroger. Pendant l'interrogatoire, une porte s'ouvre pour révéler une équipe qui combat l'équipe et détache Morena pour la sauver. Morena court vers sa fuite, pour se rendre compte que la seule issue est de passer par une immense falaise. Avec hésitation, et pendant qu'un attaquant la poursuit, elle saute dans l'eau en contrebas et nage jusqu'à un avion garé dans l'eau pour sa sécurité.

## Eurovision
Le 28 janvier 2008, un tirage au sort a lieu qui place chaque pays dans l'une des deux demi-finales. Malte est placée dans la deuxième demi-finale, qui aura lieu le 22 mai 2008. L'ordre de passage pour les demi-finales est décidé par un autre tirage au sort le 17 mars 2008.
La chanson est la seizième de la soirée, suivant Candlelight interprétée par Csézy pour la Hongrie et précédant Femme fatale interprétée par Evdokía Kadí pour Chypre.
Morena participe aux répétitions techniques les 14 et 18 mai, suivies des répétitions générales les 21 et 22 mai. La performance maltaise met en vedette Morena portant des bottes longues à talons hauts avec de petits miroirs et une tenue noire avec des paillettes argentées et noires, conçue par le designer maltais Ernest Camilleri, et se produisant avec quatre danseurs. Morena est rejointe sur scène par la choriste Anabelle Debono. Les danseurs présents lors du spectacle sont Dan Gill, Markus Englund, Nicklas Berglund et Thomas Benstem.
À la fin du spectacle, Malte n'est pas retenue parmi les 10 chansons ayant eu le plus de points dans la deuxième demi-finale et ne se qualifie pour participer à la finale. On révèlera plus tard que Malte s'est classée a obtenu 38 points et s'est classée quatorzième.

### Points attribués à Malte lors de la demi-finale
| 12 points | 10 points                                  | 8 points             | 7 points      | 6 points             |
| --------- | ------------------------------------------ | -------------------- | ------------- | -------------------- |
|           |                                            | - Albanie            |               | - République tchèque |
| 5 points  | 4 points                                   | 3 points             | 2 points      |                      |
|           | - Croatie - Danemark - Lettonie - Portugal | - Bulgarie - Islande | - Royaume-Uni |                      |